# Jaime Pardo Leal
Jaime Pardo Leal, né le 26 mars 1941 à Ubaque et mort le 11 octobre 1987 à La Mesa, est un avocat et homme politique  colombien du parti de l'Union patriotique. Il s'est présenté aux élections présidentielles colombiennes en 1986 en tant que candidat de ce parti. Il a terminé en 3e position derrière Virgilio Barco Vargas et Álvaro Gómez Hurtado. Le 11 octobre 1987, il est assassiné pour avoir dénoncé les meurtres des membres de l'Union patriotique par des organisations paramilitaires colombiennes et le laisser faire du gouvernement.